# Nico Walther
Nico Walther (* 7. Juni 1990 in Freital) ist ein ehemaliger deutscher Bobsportler und Rennrodler.

## Werdegang
Nico Walther begann 1996 zunächst mit dem Rennrodeln, wo er im Juniorenbereich seine größten Erfolge 2009 und 2010 mit insgesamt vier Goldmedaillen bei Juniorenweltmeisterschaften im Doppelsitzer mit Nico Grünneker sowie mit der Team-Staffel erreichte. Außerdem gewann er in denselben Saisons zweimal in Folge die Gesamtwertung im Junioren-Weltcup. In der Saison 2010/11 starteten Walther/Grünneker außerdem bei einem Rennen im Rennrodel-Weltcup und belegten in Königssee den 16. Rang. 2011 wechselte Walther zum Bobsport und startete im Januar 2013 erstmals im Bob-Europacup.
Ein Jahr später fuhr er im Europacup 2013/14 seinen ersten Sieg im Zweierbob ein und gewann die Gesamtwertungen im Zweier, Vierer und in der Kombination. Im Januar 2014 wurde er außerdem im Zweierbob mit Anschieber Tino Paasche erneut Juniorenweltmeister. Im Dezember 2014 gab er sein Debüt im Bob-Weltcup und erreichte bereits bei der dritten Weltcupstation in Altenberg mit einem dritten Rang im Zweier und seinem ersten Weltcupsieg im Vierer das Podest. Insgesamt erreichte er fünf Podiumsplätze und wurde in den Gesamtwertungen Vierter im Vierer- und Fünfter im Zweierbob. In der Kombination wurde Walther damit Zweiter hinter dem dominierenden Oskars Melbārdis. Bei der Weltmeisterschaft 2015 zum Saisonabschluss in Winterberg gewann Walther gemeinsam mit Andreas Bredau, Marko Hübenbecker und Christian Poser mit nur 0,02 Sekunden Rückstand überraschend Silber im Vierer hinter dem Team von Maximilian Arndt.
Zu Beginn des Weltcups 2015/16 fuhr er im Vierer in den ersten drei Rennen auf das Podest, dabei feierte er in Königssee seinen zweiten Weltcupsieg. In Königssee und Lake Placid erreichte er auch im kleinen Schlitten als Dritter bzw. Zweiter das Podium. Im Januar 2016 gelang ihm in Park City ein weiterer Sieg im Vierer. In der Gesamtwertung wurde Walther Sieger der Kombination und Zweiter im Zweierbob. Bei der Europameisterschaft 2016 in St. Moritz gewann er mit Christian Poser die Silbermedaille im Zweierbob. Im Weltcup-Winter 2016/17 gelang ihm mit zweiten Plätzen in Winterberg bei der Europameisterschaft und in Königssee nur zweimal eine Podestplatzierung, jeweils im Vierer. Bei der der Weltmeisterschaft in Königssee holte er mit Silber im Team und Bronze im Vierer zwei Medaillen.
In der Saison 2017/18 gewann Walther drei Rennen im Vierer- und zwei im Zweierbob. Aufgrund von zwei Disqualifikationen sprang in den Gesamtwertungen nicht mehr als der dritte Rang im Vierer heraus. Bei den Olympischen Spielen in Pyeongchang gewann Walther im Viererbob zeitgleich mit dem Südkoreaner Won Yun-jong die Silbermedaille im Viererbob und erreichte mit Anschieber Christian Poser den vierten Platz im Zweierbob.
Ohne einmal im Zweierbob auf das Podium zu fahren, wurde Walther mit Anschieber Paul Krenz in der Saison 2018/19 in der Gesamtwertung Dritter. Dank des Auftaktsieges in Winterberg und drei weiteren Podiumsplätzen belegte er im Viererbob den vierten Platz in der Gesamtwertung. Bei der Weltmeisterschaft in Whistler gewann er dann im Zweierbob die Bronzemedaille.
Ein Trainingssturz im Oktober 2019, bei dem  Walther eine Brustwirbelverletzung erlitt, veranlasste ihn, am Saisonende seine Karriere zu beenden. Im letzten Wettbewerb gewann er am 1. März 2020 bei der Weltmeisterschaft in Altenberg die Bronzemedaille im Viererbob.

## Erfolge

### Weltcupsiege
Zweierbob
| Nr. | Datum         | Ort         | Bahn                                |
| --- | ------------- | ----------- | ----------------------------------- |
| 1.  | 9. Nov. 2017  | Lake Placid | Olympia-Bobbahn Lake Placid         |
| 2.  | 13. Jan. 2018 | St. Moritz  | Olympia Bob Run St. Moritz–Celerina |

Viererbob
| Nr. | Datum         | Ort        | Bahn                                  |
| --- | ------------- | ---------- | ------------------------------------- |
| 1.  | 15. Jan. 2015 | Altenberg  | Rennschlitten- und Bobbahn Altenberg  |
| 2.  | 13. Dez. 2015 | Königssee  | Kombinierte Kunsteisbahn am Königssee |
| 3.  | 17. Jan. 2016 | Park City  | Bobbahn Park City                     |
| 4.  | 17. Nov. 2017 | Park City  | Bobbahn Park City                     |
| 5.  | 7. Jan. 2018  | Altenberg  | Rennschlitten- und Bobbahn Altenberg  |
| 6.  | 21. Jan. 2018 | Winterberg | Bobbahn Winterberg                    |
| 7.  | 15. Dez. 2018 | Winterberg | Bobbahn Winterberg                    |

## Privates
Walther erwarb 2018 die Privatpilotenlizenz. Nach Beendigung seiner Bobkarriere zog er von Dresden nach Essen um, wo er die Ausbildung zum Berufspiloten absolvierte. Seit Juni 2022 ist er als Berufspilot für DHL tätig.